# کلایتون هیفنر
کلایتون هیفنر (انگلیسی: Clayton Heafner؛ ۲۰ ژوئیهٔ ۱۹۱۴ – ۳۱ دسامبر ۱۹۶۰) یک گلف‌باز بود.